# Julien Cools
Julien Cools (Retie, 13 febbraio 1947) è un ex calciatore belga.

## Carriera
Giocò il campionato d'Europa 1980 segnando un gol.

## Palmarès

### Club

#### Competizioni nazionali
- Campionato belga: 3

Club Bruges: 1975-1976, 1976-1977, 1977-1978
- Coppa del Belgio: 1

Club Bruges: 1976-1977

### Individuale
- Calciatore belga dell'anno: 1

1977